# حرارة فطرية
الحرارة الحيوية (بالإنجليزية: Vital heat)‏ وتسمى أيضًا الحرارة الفطرية (innate heat) أو الطبيعية (natural heat) أو الكاليدوم إناتوم (calidum innatum) هي مصطلح في الطب والفلسفة اليونانية القديمة التي أشارت عمومًا إلى الحرارة التي ينتجها الجسم، وعادةً الحرارة التي ينتجها القلب والجهاز الدوراني  كانت الحرارة الحيوية موضوعًا مثيرًا للجدل إلى حد ما لأنه كان يُعتقد سابقًا أن الحرارة يتم الحصول عليها من مصدر خارجي مثل عنصر النار.

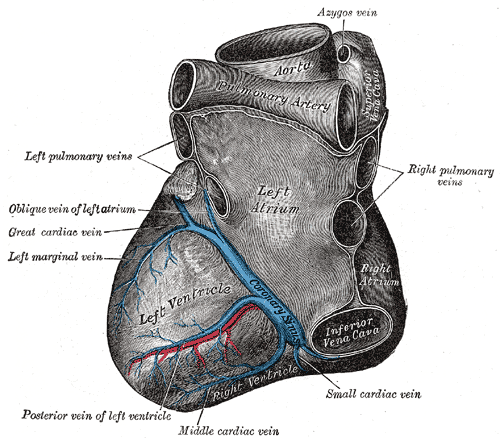
يُعتقد أن قلب الإنسان هو مصدر الحرارة الحيوية

## أصل المفهوم
كان مفهومًا مقبولًا سابقًا هو أن الحرارة يتم امتصاصها من خلال مصادر خارجية، ولكن مفهوم الحرارة الحيوية تم العثور عليه بشكل أو بآخر من خلال الملاحظة الفسيولوجية التي تربط البرد بالميت والحرارة بالأحياء. "بالنسبة لمفهوم الحرارة الحيوية، يمكننا - بشكل تعسفي إلى حد ما - أن نأخذ نقطة البداية في بارمنيدس. قد لا يكون ارتباطه بين الموتى والبرد، والحيوي بالدفء، ربما لم يكن المقصود منه في الأساس المساهمة في علم وظائف الأعضاء، ومع ذلك فقد أدرك خلفاؤه الأهمية الفسيولوجية لهذا الفكر شاهد إمبيدوكليس الذي علم أن "النوم يحدث عندما تبرد حرارة الدم إلى الدرجة المناسبة، والموت عندما يصبح باردًا تمامًا" قام أرسطو في النهاية بتعديل هذه العقيدة بالقول إن "النوم هو تغلب مؤقت على الحرارة الداخلية بواسطة عوامل أخرى في الجسم، والموت هو انقراضه النهائي".

## الحرارة الحيوية والطب القديم
وفقًا للأطباء اليونانيين القدماء، ينتج القلب الحرارة الحيوية، ويحافظ عليها النَفَس (الهواء أو النفس أو الروح) وتدور في جميع أنحاء الجسم عن طريق الأوعية الدموية، التي يُعتقد أنها أنابيب سليمة تستخدم الدم لنقل الحرارة. أيد أرسطو هذه الحجة من خلال إظهاره أنه عندما يصبح القلب باردًا مقارنة بالأعضاء الأخرى يموت الفرد.  كان يعتقد أن الحرارة الناتجة في القلب تجعل الدم يتفاعل بطريقة مماثلة للغليان ويتمدد عبر الأوعية الدموية مع كل نبضة.  هذه الحرارة الشديدة حسب قوله يمكن أن تؤدي إلى لهب مستهلك ذاتيًا إذا لم يتم تبريده بالهواء من الرئتين.

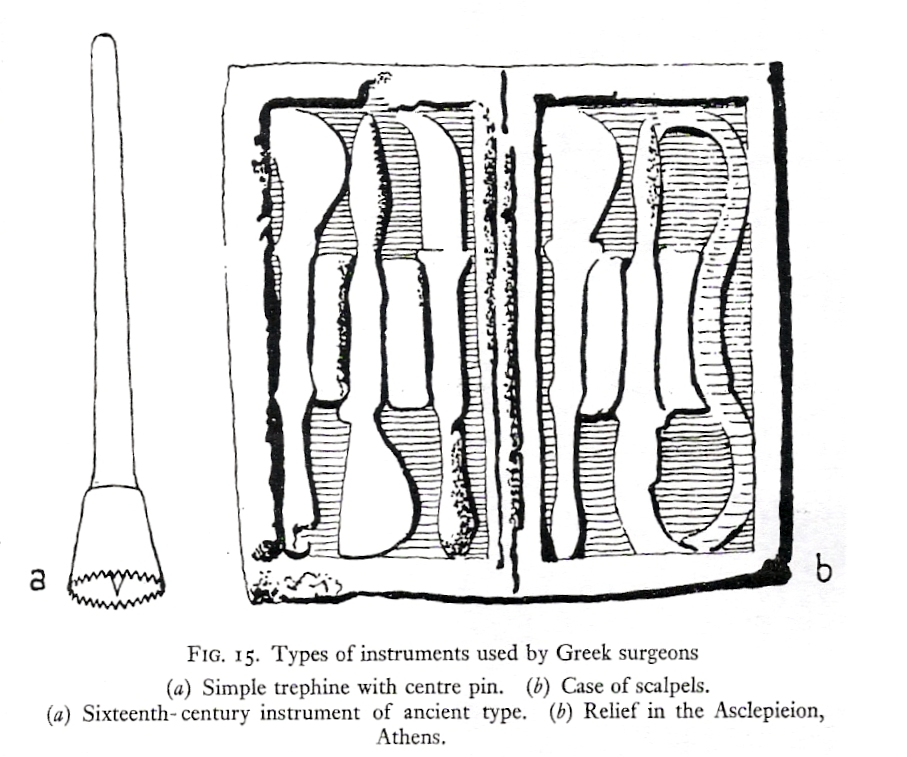
أدوات الطب اليوناني القديم

كتب جالينوس في كتابه حول فائدة أجزاء الجسم (170) ''القلب كما كان حجر الموقد ومصدر الحرارة الفطرية التي يتحكم بها الحيوان". في القرن الحادي عشر وافق ابن سينا على هذه الفكرة، مشيرًا إلى أن القلب ينتج التنفس "القوة الحيوية أو الحرارة الفطرية" داخل الجسم في كتابه القانون في الطب.
في وقت لاحق يُنسب مصطلح الحرارة الفطرية إلى الاحتكاك الناجم عن حركة الدم عبر الشرايين، كما يتضح من (Cyclopaedia (1728
«لذلك نحن نعلم، أن هذه الحرارة الفطرية ليست أكثر من استنزاف أجزاء من الدم؛ بسبب حركة الدورة الدموية، وخاصة في الشرايين.»

## آراء أرسطو
اعتقد أرسطو أن مصدر الحرارة الحيوية يكمن في القلب ويرتبط ارتباطًا وثيقًا بالروح. "هذا الرابط ليس لأرسطو مجرد اتصال عرضي، ولكن وجود الحرارة الحيوية أمر ضروري من خلال النشاط الحي الأساسي: التغذية. في De anima ii 4.416b28-29، يقول أرسطو: " يجب أن يكون كل الطعام قادرًا على الوجود " مهضوم وما يسببه نشاطه للهضم هو الحرارة ولهذا فإن كل ذرة لها حرارة ".  على الرغم من قبول علماء بارزين مثل أرسطو لمفهوم الحرارة الفطرية ودورها في الهضم كان هناك آخرون متشككون واحتفظوا بوجهة نظر مختلفة. "ومع ذلك إذا بحثنا عن أسلاف نظريات أرسطو، تيماوس هنا يوضح أفلاطون بشيء من التفصيل كيف أنه في التنفس يتم تبريد "الساخن" فينا عن طريق الهواء الذي يدخل من الخارج، ويعتمد على قوة القطع للنار والتي تتطابق هنا مع "الساخن" لتوضيح عملية الهضم.
إلى جانب نظريته حول دور الحرارة الحيوية في التغذية والهضم، اعتقد أرسطو أن الحرارة الحيوية تلعب دورًا في التكاثر الذي يشمل عدة أجزاء جسدية مختلفة عن الأجزاء التي تشارك في التغذية. يعتقد أرسطو أن الدم يتشكل من خلال عملية الهضم عن طريق الحرارة الحيوية ثم يتم دفعه إلى أطراف الجسم ومع ذلك، فإن الدم ليس في شكله النهائي ولكنه يتحول إلى مادة نهائية لاستخدامها في تغذية الجسم «يرى أرسطو أن السائل المنوي هو مادة غذائية في مرحلته الأخيرة من تحضيره قبل أن يصبح جزءًا من الجسم. ومن ثم فإن الدم قبل أن يتحول إلى لحم، وعظام، وما إلى ذلك يتحول أولاً إلى سائل منوي». على الرغم من أن الدم ليس في شكله النهائي إلا أنه لا يزال من الممكن استخدامه لتغذية الجسم وتكوين اللحم والعظام. «ليس لدى الشباب الذكور السائل المنوي لأن التحول إلى لحم وعظم يجب أن يتم بسرعة نظرا لنموهم السريع. والنساء ليس لديهن السائل المنوي لأنهن ليسن ساخنات مثل الرجال وبالتالي يفتقرن إلى قوة تلفيق الدم في السائل المنوي.» ثم يتم استخدام الدم عند النساء بشكل طبيعي لشرح الحيض. لذلك عندما يتزاوج الذكر والأنثى وينبعث السائل المنوي في المرأة يختلط الحيض والسائل المنوي ويبدأ عملية تكوين كائن حي جديد. «إن حرارة السائل المنوي هي التي تمنحه القدرة على تلفيق الحيض يظهر، وفقًا لأرسطو، من حقيقة أنه في بعض الحشرات التي لا تنتج السائل المنوي، تقوم الأنثى بإدخال جزء من جسدها في الذكر بالتالي تتصرف به حرارة الذكر».